# Маркос Вафијадис
Маркос Вафијадис (грч. Μάρκος Βαφειάδης; Ерзурум, 28. јануар 1906 – Атина, 22. фебруар 1992) је био вођа Демократске армије Грчке (ЕЛАС) у грађанском рату 1946. - 1949.
Поријеклом из Анадолије, у Грчку емигрира 1923. Постаје члан комунистичке партије, и њеног Централног комитета 1938. Више пута хапшен и 1938. депортован на острво Гаудос код Крита. По окупацији Грчке бјежи и прикључује се покрету отпора ЕЛАС.
Постаје политички комесар 10. дивизије, затим македонске групе дивизија ЕЛАС. Послије расформирања ЕЛАС 12. фебруара 1945, Маркос одлази у планине и наставља борбу против владиних снага. Крајем 1946. партизани имају 32 одреда и око 20000 бораца. Почетком 1947. именован је за врховног команданта Демократске армије Грчке. У августу проглашава републику, а у децембру формира владу чији постаје предсједник, и министар војни.
Због неслагања у врху партије у новембру 1948. је искључен из централног комитета, послије чега одлази у СССР. 1983. се враћа у Грчку, а 1989. је почасно биран у парламент као члан странке ПАСОК.